# Tuzie
Tuzie foi uma comuna francesa na região administrativa da Nova Aquitânia, no departamento de Charente. Estendia-se por uma área de 2,43 km². Em 2010 a comuna tinha 161 habitantes (densidade: 66,3 hab./km²).
Em 1 de janeiro de 2019, passou a formar parte da comuna de Courcôme.